# Jag vill följa dig, o Jesus
Jag vill följa dig, o Jesus är en psalm med text skriven 1896 av Lina Sandell och musik av okänd upphovsman. Texten bearbetades 1986 av Kerstin Lundin. En annan meldo som används till psalmen skrevs 1876 av George C. Stebbins.

## Publicerad i
- Psalmer och Sånger 1987 som nr 679a (Segertoner) under rubriken "Att leva av tro - Efterföljd - helgelse".[2]
- Psalmer och Sånger 1987 som nr 679b (Stebbins) under rubriken "Att leva av tro - Efterföljd - helgelse".[2]
- Segertoner 1988 som nr 605 under rubriken "Att leva av tro - Efterföljd - helgelse".[1]